# Manzanillo (Colima)
Manzanillo is een stad in de Mexicaanse deelstaat Colima. Manzanillo heeft 110.728 inwoners (census 2005) en is de hoofdplaats van de gemeente Manzanillo.
Manzanillo is een badplaats en een populaire bestemming voor diepzeevissers. Het is bovendien een van de belangrijkste zeehavens van Mexico.
De Revillagigedo-eilanden maken onderdeel uit van de gemeente Manzanillo.